# Ernst Adler (Bibliothekar)
Ernst Adler (* 30. Oktober 1898 in Saint-Julien-lès-Metz; † 15. November 1981) war ein deutscher wissenschaftlicher Bibliothekar.

## Leben
Adler hatte sich zu Beginn des Ersten Weltkrieges 1914 als Kriegsfreiwilliger gemeldet. Im Jahr 1919 gehörte er zum Grenzschutz Ost.:S. 584 Von 1927 bis 1933 war er bei der Deutschen Bücherei in Leipzig als Bibliothekssekretär beschäftigt. Da er von 1920 bis 1923 Mitglied der KPD war und angeblich Angehörige der Deutschen Bücherei, insbesondere Damen, warnte, nationalsozialistisch zu wählen, wurde er nach der Machtergreifung der Nationalsozialisten, trotz Leistungen beträchtlich über dem Durchschnitt, im September 1933 auf der Grundlage des NS-Gesetzes zur Wiederherstellung des Berufsbeamtentums entlassen.:S. 583 Adler war zwei Jahre ohne Arbeit, bis er eine Anstellung im Einkaufshaus für Büchereien GmbH in Leipzig erhielt. Er gehörte der Widerstandsgruppe um Georg Schumann und Karl Jungbluth an. 1943 wurde er verhaftet und ein Jahr später wegen Hochverrats verurteilt.
Nach dem 2. Weltkrieg war er vom 10. September 1945 bis 1950 Direktor der Städtischen Bücherei Leipzig und zusätzlich ab 1946 Leiter der Deutschen Volksbüchereischule (später: Fachschule für Bibliothekare „Erich Weinert“). 1950 war er Gründer und bis 1952 Leiter des Zentralinstituts für Bibliothekswesen in Berlin. Ab 1951 war er Chefredakteur der Fachzeitschrift Der Bibliothekar.
Er war außerdem Leiter der Zentralbibliothek der Gewerkschaften beim Bundesvorstand des Freien Deutschen Gewerkschaftsbundes (FDGB) und ab 1954 Leiter der Bibliothek und der Informationsstelle des Ministeriums für Auswärtige Angelegenheiten der DDR. Von 1963 bis 1963 leitete er die Universitätsbibliothek Jena. Seine letzte Karrierestation war ab 1963 Mitarbeiter für Information/Dokumentation in der Bibliothek des Institut für Marxismus-Leninismus an der Universität Jena. Dort arbeitete er bis 1977. Er betätigte sich auch als Herausgeber und Übersetzer belletristischer Literatur.
1973 wurde ihm der Vaterländische Verdienstorden in Silber verliehen.